# ロイヤル・カンガルーズ
ザ・ロイヤル・カンガルーズ（The Royal Kangaroos）は、プロレスのタッグチームである。
イギリス出身のノーマン・フレデリック・チャールズ3世とオーストラリア出身のロード・ジョナサン・ボイドによって結成され、1970年代にアメリカ合衆国やカナダで活動した。

## 来歴
それぞれオーストラリア（ジム・バーネット主宰のワールド・チャンピオンシップ・レスリング）で活動していたノーマン・ロウンズとジョニー・ボイドが北米のマット界に進出後、太平洋岸北西部のNWA傘下団体パシフィック・ノースウエスト・レスリング（PNW）において1971年に結成された。
長髪に髭面というヒッピー風の外見でありながら、オーストラリアに移住した英国貴族というギミックのもと、それぞれ「ノーマン・フレデリック・チャールズ3世」および「ロード・ジョナサン・ボイド」と名乗り、ファビュラス・カンガルーズにあやかったヒールのタッグチームとして活動する。
以降、1970年代全般はPNWを長年の主戦場として、クルト・フォン・スタイガー&カール・フォン・スタイガー、トニー・ボーン&ムーンドッグ・メイン、ダッチ・サベージ&ジミー・スヌーカ、ブル・ラモス&ジェシー・ベンチュラなどのチームを破り、同地区のタッグ部門におけるフラッグシップ・タイトルであるNWAパシフィック・ノースウエスト・タッグ王座を再三獲得した。
他地区では、1973年6月7日にノースカロライナ州グリーンズボロにて、ジョニー・ウィーバー&アート・ネルソンからNWAミッドアトランティック・ブラスナックルズ・タッグ王座を奪取。1974年5月25日にはジョージア州の新興団体だったオールサウス・レスリング・アライアンスにおいて、レイ・キャンディ&エル
・モンゴルを下してASWAジョージア・タッグ王座を獲得した。
1976年9月18日にはカリフォルニア州サンフランシスコにて、同地区認定の NWA世界タッグ王座をパット・パターソン&トニー・ガレアから奪取、12月4日にジミー&ジョニーのバリアント・ブラザーズに敗れるまで戴冠していた。カナダではスチュ・ハート主宰のスタンピード・レスリングにおいて、1977年4月6日にレオ・バーク&キース・ハートを破りインターナショナル・タッグ王座を獲得している。
日本にもロイヤル・カンガルーズとして、1974年2月に新日本プロレスの『ビッグ・ファイト・シリーズ』に参戦。星野勘太郎&山本小鉄のヤマハ・ブラザーズやアントニオ猪木&柴田勝久などのチームと対戦し、新日本プロレスに初登場したアンドレ・ザ・ジャイアントとのトリオも組まれた。1976年1月には全日本プロレスの『新春ジャイアント・シリーズ』に再来日。ジャンボ鶴田&高千穂明久、ジャイアント馬場&ザ・デストロイヤー、極道コンビのグレート小鹿&大熊元司などと対戦した。
1978年9月、バンクーバー地区での試合を最後にチームを解散。チャールズはカルガリーのスタンピード・レスリングに転戦し、ボイドはPNWに残留して、それぞれシングルで活動した。

## 獲得タイトル
パシフィック・ノースウエスト・レスリング
- NWAパシフィック・ノースウエスト・タッグ王座：5回[3]

ミッドアトランティック・チャンピオンシップ・レスリング
- NWAミッドアトランティック・ブラスナックルズ・タッグ王座：1回[4]

オールサウス・レスリング・アライアンス
- ASWAジョージア・タッグ王座：2回[5]

NWAサンフランシスコ
- NWA世界タッグ王座（サンフランシスコ版）：1回[6]

スタンピード・レスリング
- インターナショナル・タッグ王座：1回[7]